# Becca Balint
Pour les articles homonymes, voir Balint.
Rebecca A. Balint (/ˈb æ l ɪ n t / BAL-int), née le 4 mai 1968, est une femme politique américaine. Membre du Parti démocrate, elle est membre du Sénat du Vermont du comté de Windham de 2015 à 2023, cheffe de la majorité de 2017 à 2021 et présidente pro tempore de 2021 à 2023. Elle est élue pour le Vermont à la Chambre des représentants des États-Unis depuis 2023.
Balint est élue à la Chambre des représentants lors des élections de 2022. Elle est la première femme et personne ouvertement LGBT à représenter le Vermont au Congrès. Il s'agit également d'une étape nationale, puisque le Vermont est le seul État à n'avoir pas encore élu de femme au Congrès.

## Jeunesse et éducation
Rebecca A. Balint est née à l'hôpital de l'armée américaine à Heidelberg, en Allemagne de l'Ouest, le 4 mai 1968, la fille de Peter et Sandra (Couchman) Balint, et grandit à Peekskill, New York. Son grand-père est tué pendant la Shoah et son père, juif hongrois, immigre aux États-Unis en 1957. Elle est diplômée du lycée Walter Panas en 1986. En sixième année, elle admet avoir le béguin pour une camarade de classe, pour laquelle d'autres élèves la nargue, notamment en écrivant « lezzie » sur son casier ; elle fait son coming-out à ses amis après le lycée et à ses parents pendant qu'elle est à l'université. Balint s'intéresse à la politique dès son plus jeune âge, ce qu'elle attribue ensuite au fait d'avoir grandi dans une famille touchée par l'Holocauste et d'avoir observé comment les actions du gouvernement affectent les femmes et les minorités, y compris les gays et les lesbiennes.
Balint fréquente le Barnard College de l'université Columbia avant d'être transféré au Smith College. Elle est diplômée magna cum laude de Smith avec un baccalauréat ès arts en histoire et études des femmes en 1990, obtient une maîtrise en éducation de l'université Harvard en 1995 et complète une maîtrise ès arts en histoire de l'université du Massachusetts à Amherst en 2000. Au Smith College, Balint est la barreuse de l'équipe féminine d'aviron, qui la surnomme « l'amiral » en raison de ses compétences en leadership.
Balint déménage dans le Vermont en 1994, et enseigne l'histoire et les études sociales au collège et travaille comme instructrice d'escalade dans les camps d'été Farm &amp; Wilderness à Plymouth, Vermont, en plus d'enseigner au Community College of Vermont à Brattleboro et écrire une chronique pour le Brattleboro Reformer,,,. Elle rencontre Elizabeth Wohl en 2000 ; elles s'unissent civilement en 2004, déménagent à Brattleboro en 2007 et se marient en 2009, après la légalisation du mariage homosexuel dans le Vermont. Elles ont deux enfants,,,.
Balint soutient le Parti progressiste du Vermont dans les années 2000 et son candidat au poste de gouverneur, Anthony Pollina (en), lors des élections de 2000,. Elle est représentante à l'assemblée municipale et membre du comité d'examen du développement à Brattleboro.

## Sénat du Vermont

### Élections
En 2014, Balint annonce sa campagne pour un siège au Sénat du Vermont dans le district de Windham composé de deux membres. Elle collecte le plus d'argent dans la course, environ 13 000 $, grâce aux dons de personnes telles que Jane Lynch, et est soutenue par le chef de la majorité Philip Baruth,. Le président du Parti démocrate du comté de Windham, Brandon Batham, lui sert de directeur de campagne ; il est ensuite membre du conseil municipal de Barre et directeur des opérations du Parti démocrate du Vermont avant d'être accusé de détournement de fonds du parti,,.
Avec un président sortant, le démocrate Peter Galbraith, non candidat à la réélection, Balint et l'autre présidente sortante, Jeanette White, remportent les nominations démocrates et Balint remporte un siège en se classant deuxième aux élections générales de 2014, devant un candidat indépendant et deux candidats de Liberty Union,. Son élection fait d'elle la première lesbienne à siéger au Sénat de l'État. Elle est réélue en 2016, 2018 et 2020 contre des candidats indépendants, Liberty Union et républicains,,.

### Mandat
En 2017, le Sénat de l'État vote par 20 voix contre 10, avec Balint en faveur, la suspension du sénateur Norman H. McAllister à la suite d'accusations d'agression sexuelle, de son arrestation en mai 2015, au Capitole de l'État du Vermont, et d'un procès pénal contre lui. Balint est présidente du comité sénatorial sur le harcèlement sexuel. Elle siège également aux comités du développement économique, du logement et des affaires générales, des finances et des règles. Le caucus démocrate vote à l’unanimité pour faire de Balint la cheffe de la majorité en 2017. En 2020, le caucus démocrate la sélectionne pour succéder à Tim Ashe en tant que présidente intérimaire du Sénat du Vermont, et elle devient la première femme et personne LGBT à occuper ce poste,.
Lors des élections de 2016, elle est membre des Conseils des dirigeants de la victoire formés par le Comité national démocrate. Lors des primaires présidentielles démocrates de 2020, elle et d'autres membres de l'Assemblée générale du Vermont refusent de soutenir un quelconque candidat à la présidence.

## Chambre des représentants des États-Unis

### Élections
Le 15 novembre 2021, le sénateur Patrick Leahy annonce qu'il ne se représentera pas au Sénat des États-Unis en 2022. Peter Welch, membre de la Chambre des représentants des États-Unis du district général du Congrès du Vermont, annonce qu'il se présentera pour remplacer Leahy.
Le 13 décembre, Balint annonce qu'elle brigue l'investiture démocrate pour succéder à Welch aux élections de 2022. Balint choisit Natalie Silver, ancienne directrice des communications de Welch, pour gérer sa campagne. Elle récolte plus de 125 000 $ dans les 24 heures suivant son annonce. Balint déclare qu'elle suivra l'exemple de Bernie Sanders en n'acceptant pas les contributions de campagne des comités d'action politique des entreprises, mais en acceptant les dons des comités d'action politique des syndicats. Elle remporte l'investiture démocrate et bat le candidat républicain Liam Madden aux élections générales,.
Le Campaign Legal Center déclare que le site Web de sa campagne utilise le red-boxing, une pratique qui permet à une campagne de se coordonner avec les super PAC. Au cours de la primaire, le LGBTQ Victory Fund dépense environ 1 million de dollars au nom de Balint, la majeure partie provenant d'un don de 1,1 million de dollars du dirigeant de FTX, Nishad Singh,. Sam Bankman-Fried fait don de 26 100 $ à Balint. Lorsque Bankman-Fried et Singh sont ensuite accusés de crimes liés à leur exploitation de FTX et à leurs contributions politiques, le personnel de Balint indique qu'elle coopéra avec les autorités fédérales et qu'elle suivra leurs directives en ce qui concerne les contributions.
Candidate à un second mandat dans le cadre des élections de 2024, elle est la seule candidate à la primaire démocrate avant de remporter largement l'élection générale contre le républicain Mark Coester.						

### Mandat
En 2023, Balint est classée parmi les cent personnes LGBTQ+ les plus influentes par Out.

### Comités
- Commission sur le budget[45]
- Commission judiciaire de la Chambre des représentants des États-Unis[46]

### Adhésions au caucus
- Congressional Progressive Caucus[47]
- Caucus du Congrès sur l'égalité (coprésidente)

## Positions politiques
Balint parraine une législation visant à limiter l'implication de la police dans l'application des lois en matière d'immigration par le gouvernement fédéral, s'opposant au soutien du président Donald Trump à un registre fédéral sur le statut religieux et d'immigration,. Elle vote pour étendre la vérification des antécédents sur les ventes d’armes à feu en 2018. Les Vermont Conservation Voters lui attribuent un score à vie de 100 %.
Balint s'oppose à l'identification des électeurs au motif que la fraude électorale est extrêmement rare et que les lois sur l'identification des électeurs sont utilisées pour empêcher les gens de voter. Elle soutient la législation qui envoie à tous les électeurs des bulletins de vote par correspondance et déclare que cela fait partie de l'héritage du Vermont visant à faciliter le vote. Elle parraine une législation visant à mettre en œuvre le vote préférentiel pour les élections présidentielles et parlementaires au Vermont,.
Balint soutient une législation interdisant les thérapies de conversion sur les mineurs et la législation interdisant la gay panic defense, qui est adoptée à l'unanimité au Sénat de l'État, mais elle ne peut pas voter en sa faveur car elle préside alors à la place du lieutenant-gouverneur Molly Gray. Elle et la présidente Jill Krowinski présentent des excuses pour l'implication du Vermont dans l'eugénisme, y compris la législation de 1931 qui soutient une étude eugénique menée par Henry Farnham Perkins,. En 2021, un amendement à la Constitution du Vermont visant à codifier Roe v. Wade est adopté au Sénat de l'État, par 26 voix contre 4, avec Balint en faveur.
En 2016, Balint s'oppose à la législation visant à légaliser la marijuana malgré son soutien à la légalisation, affirmant qu'elle « pense que ce projet de loi ne laisse pas de place aux producteurs locaux et aux petits producteurs qui aimeraient faire partie de cette nouvelle économie ». Elle vote initialement contre la légalisation de la marijuana par 16 voix contre 13 en 2017, mais devient la seule membre du Sénat de l'État à modifier son vote après qu'un amendement du sénateur John S. Rodgers ait réduit les frais de demande de culture qui allaient de 15 000 $ à 25 000 $ à 3 000 $-7 500 $,.

### Syrie
En 2023, Balint fait partie des 56 démocrates à voter en faveur de H.Con.Res. 21, qui ordonne au président Joe Biden de retirer les troupes américaines de Syrie dans un délai de 180 jours.

### Israël et Palestine
En octobre 2023, Balint soutient l'invasion de la bande de Gaza par Israël en réponse à l'attaque du Hamas, et soutient la poursuite de l'aide militaire à Israël en déclarant que « Israël est littéralement entouré de pays qui veulent le détruire, et il est plus petit que le Vermont. Imaginez le Vermont entouré de tous côtés par des ennemis… Il a donc besoin de cette aide pour se défendre. Il est au milieu d'une menace existentielle ». Le 9 novembre, des centaines de manifestants défilent lors d’une collecte de fonds organisée par Balint, exigeant qu’elle appelle à un cessez-le-feu dans la guerre à Gaza depuis 2023. Le 16 novembre, elle devient la 32e membre du Congrès et la première représentante juive à le faire.